# Stenellipsis similis
Stenellipsis similis là một loài bọ cánh cứng trong họ Cerambycidae.